# Acrostichum

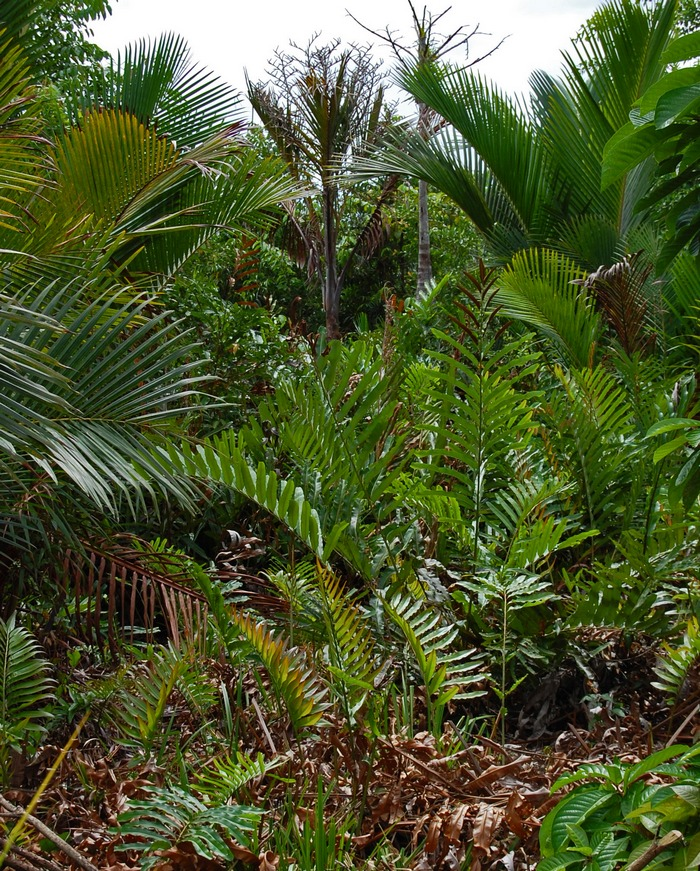
A. aureum a Indonèsia

Acrostichum és un gènere de falgueres dins la família Pteridaceae. L'espècie tipus Acrostichum aureum té un alta tolerància a l'aigua salada i creix als manglars.

## Taxonomia
- Acrostichum aureum L.
- Acrostichum danaeifolium (Langsd.) Fisch.
- Acrostichum speciosum Willd.
- Acrostichum preaureum fossil plant.